# لاجوس ويبر
لاجوس ويبر (بالمجرية: Wéber Lajos)‏ (1 يناير 1904 - 1 يناير 1959) هو لاعب كرة قدم مجري سابق كان يلعب كلاعب وسط، لعب خلال مسيرته 11 مباراة.

## مسيرته

### مسيرته مع الأندية
- 1924 - 1926 لعب مع نادي بولونيا 11 مباراة.